# System of a Down (альбом)
System of a Down (в переводе с англ. — «Система Падения») — дебютный студийный альбом группы System of a Down, записанный в студии Sound City под руководством Рика Рубина, и выпущенный 30 июня 1998 года. Диск стал золотым 2 февраля 2000 года, а через два года, после успеха Toxicity, платиновым.

## Прием
| Оценки критиков               | Оценки критиков |
| Источник                      | Оценка          |
| ----------------------------- | --------------- |
| AllMusic                      | [ 1 ]           |
| Q                             | [ 5 ]           |
| Sputnikmusic                  | [ 6 ]           |
| Ultimate Guitar               | 9.5/10          |
| Drowned In Sound              | [ 8 ]           |
| The Rolling Stone Album Guide | [ 9 ]           |
| Pitchfork                     | 7.5/10          |

Одноимённый альбом группы System of a Down получил признание от музыкальных критиков.
Журнал Q оценил альбом 4 из 5 звёзд и написал в своём обзоре следующее: «Это остаётся отличной отправной точкой для этой самой любопытной группы».
Альбом включен в книгу «Тысяча и один музыкальный альбом, который стоит прослушать, прежде чем вы умрёте». Loudwire включил альбом в свой список «лучших дебютных альбомов метала» под номером 22.

## Об альбоме
Изображение руки, представленное на обложке, было впервые опубликовано Джоном Хардфильдом в 1920 году. Опубликованная статья с рукой в заголовке была названа «Рукой с пятью пальцами» — она символизировала возможности людей, борющихся с тоталитарным режимом.
Тур, организованный в поддержку альбома, длился два года и окончился в 2000-м году.

## Список композиций
Все тексты написаны Сержем Танкяном, кроме отмеченных, вся музыка написана System of a Down.
| №                   | Название            | Текст песни         | Музыка                                        | Перевод                                         | Длительность |
| ------------------- | ------------------- | ------------------- | --------------------------------------------- | ----------------------------------------------- | ------------ |
| 1.                  | «Suite-Pee»         | Серж Танкян         | Дарон Малакян                                 | Трус                                            | 2:31         |
| 2.                  | «Know»              | Танкян              | Шаво Одаджян, Малакян, Танкян, Энди Хачатурян | Знай                                            | 2:56         |
| 3.                  | «Sugar»             | Танкян              | Одаджян, Малакян                              | Сахар                                           | 2:33         |
| 4.                  | «Suggestions»       | Танкян              | Малакян                                       | Внушение                                        | 2:44         |
| 5.                  | «Spiders»           | Танкян              | Малакян                                       | Пауки                                           | 3:35         |
| 6.                  | «DDevil»            | Танкян              | Одаджян, Малакян                              | ДДьявол                                         | 1:43         |
| 7.                  | «Soil»              | Танкян              | Малакян                                       | Почва                                           | 3:25         |
| 8.                  | «War?»              | Танкян              | Малакян                                       | Война?                                          | 2:40         |
| 9.                  | «Mind»              | Танкян              | Одаджян, Малакян, Танкян                      | Разум                                           | 6:16         |
| 10.                 | «Peephole»          | Танкян              | Малакян                                       | Глазок                                          | 4:04         |
| 11.                 | «CUBErt»            | Танкян, Малакян     | Малакян                                       | КУБерт                                          | 1:49         |
| 12.                 | «Darts»             | Танкян              | Малакян                                       | Дартс                                           | 2:42         |
| 13.                 | «P.L.U.C.K.»        | Танкян              | Малакян                                       | Политически. Лживые. Безбожные. Подлые. Убийцы. | 3:38         |
| Общая длительность: | Общая длительность: | Общая длительность: | Общая длительность:                           | Общая длительность:                             | 40:36        |

| №                   | Название            | Текст песни         | Музыка              | Перевод             | Длительность |
| ------------------- | ------------------- | ------------------- | ------------------- | ------------------- | ------------ |
| 14.                 | «Marmalade»         | Танкян              | Малакян             | Мармелад            | 3:02         |
| 15.                 | «Störagéd»          | Танкян              | Малакян             | Сохранённый         | 1:19         |
| Общая длительность: | Общая длительность: | Общая длительность: | Общая длительность: | Общая длительность: | 44:57        |

## Участники записи
- Серж Танкян — вокал, клавишные
- Джон Долмаян — ударные
- Дарон Малакян — гитара, бэк-вокал
- Шаво Одаджян — бас-гитара
- Рик Рубин — продюсер, аудиоэффекты, клавишные

## Чарты и сертификации

### Чарты
Альбом
| Год  | Хит-парад       | Позиция |
| ---- | --------------- | ------- |
| 1998 | Top Heatseekers | 1       |
| 1999 | Billboard 200   | 124     |

Синглы
| Год  | Сингл     | Чарт                   | Позиция |
| ---- | --------- | ---------------------- | ------- |
| 1999 | «Sugar»   | Mainstream Rock Tracks | 28      |
| 1999 | «Sugar»   | Modern Rock Tracks     | 31      |
| 2000 | «Spiders» | Mainstream Rock Tracks | 25      |
| 2000 | «Spiders» | Modern Rock Tracks     | 38      |

### Сертификации
| Регион | Сертификация | Продажи    |
| --- | ------------ | ---------- |
| Бразилия (ABPD) · 5-album bundle                                                                                         | Платиновый   | 40 000*    |
| Канада (Music Canada) | Золотой      | 50 000^    |
| Италия (FIMI) | Золотой      | 25 000     |
| Великобритания (BPI) | Золотой      | 100 000    |
| США (RIAA) | Платиновый   | 1 000 000^ |
| * Данные о продажах приведены только на основе сертификации. ^ Данные о тиражах приведены только на основе сертификации. |              |            |